# Энергетическая дипломатия
Энергети́ческая дипломатия в трактовке МИД РФ является одним из приоритетных направлений деятельности министерства .
Речь идёт об инструменте проведения внешней политики и методе регулирования международных отношений в энергетической сфере :
Сегодня этот род дипломатии — существенное направление внешнеполитической деятельности, способствующее созданию условий для нормальных межгосударственных отношений в энергетической сфере.

## Происхождение термина
С 70-х годов прошлого века торговля углеводородами позиционируется как составная «энергетической безопасности» :
Отсюда легкость, с которой в ход идут термины «энергетический империализм», «энергетическое НАТО», и важность рода деятельности, называемого «энергетической дипломатией»
К моменту развала биполярной системы мира (начало 90-х годов XX века) большинство государств были де-факто вовлечены в торговлю ресурсами и кооперацию производства энергии :
Соответствующие связи оказались в центре внимания международной дипломатии, а энергетический фактор стал активно использоваться для усиления международного влияния ведущих держав и достижения иных геополитических целей. Возник даже термин «энергетическая дипломатия».
О возникновении термина рассказал дипломат Станислав Жизнин   :
Термин «энергетическая дипломатия» впервые я ввёл в своей диссертации в 1976 году... Позднее, при поддержке министра топлива и энергетики Шафраника, его заместителя Бушуева и руководителя департамента стратегического развития ТЭК Минтопэнерго Мастепанова мы создали межведомственную команду для разработки первых концептуальных материалов по энергетической дипломатии России — провели целую серию исследований для энергостратегии, ввели в оборот термины «энергетическая дипломатия» и «внешнеэнергетическая политика»...

## Энергетическая дипломатия России
Самая известная книга на эту тематику – труд Станислава Жизнина — «Энергетическая дипломатия России: экономика, политика, практика».
Представляя его концептуальную работу, которую в прессе называют «библией энергодипломатии»  Михаил Леонтьев, заметил :
Россия пытается вступить в глобальный мир, используя энергетику, как основной для нас аргумент. То есть использовать её как в глобальной экономике, так и в глобальной политике.
«Независимая газета» отмечала:
В книге проанализированы основные процессы в мировой и российской энергетике, дана оценка позиций России на международных энергетических рынках. Раскрываются геополитические и экономические основы формирования российской энергетической дипломатии, а также практические аспекты отношений России с ведущими субъектами мировой энергетической политики на глобальном, региональном и страновом уровнях.

## Энергетическая дипломатия США
По мнению специалистов, «внешняя энергетическая политика занимает одно из центральных мест в системе внешнеполитических действий США на мировой арене, что объективно несёт с собой новые виды осложнений во взаимоотношениях с Россией (в районе Кавказа и Средней Азии)» :
Повышение роли внешней энергетической политики связано с тем, что США являются крупнейшим потребителем энергетических ресурсов, а после распада СССР — и крупнейшим их производителем.